# Алустон (крепость)
Алустон (ср.-греч. Ἄλουστον) — византийская (позже — генуэзская) крепость (итал. Lusce) в Крыму, памятник архитектуры, ныне находящийся в центре города Алушта. Руины крепости стали одной из главных достопримечательностей города. В Российской Федерации, контролирующей спорную территорию Крыма, является  объектом культурного наследия федерального значения; на Украине, в пределах признанных большинством государств — членов ООН
 границ которой находится спорная территория, — памятником культурного наследия национального значения.

## История
Крепость Алустон была построена в VI веке по приказу Юстиниана I. О ней упоминает византийский историк времен Юстиниана Прокопий Кесарийский в знаменитом трактате «О постройках». Как свидетельствует историк, в Алустоне размещался гарнизон из остготов-федератов, состоявших на службе у византийского императора. Воины осуществляли контроль за каботажным плаванием морских судов и следили за порядком в окрестностях.

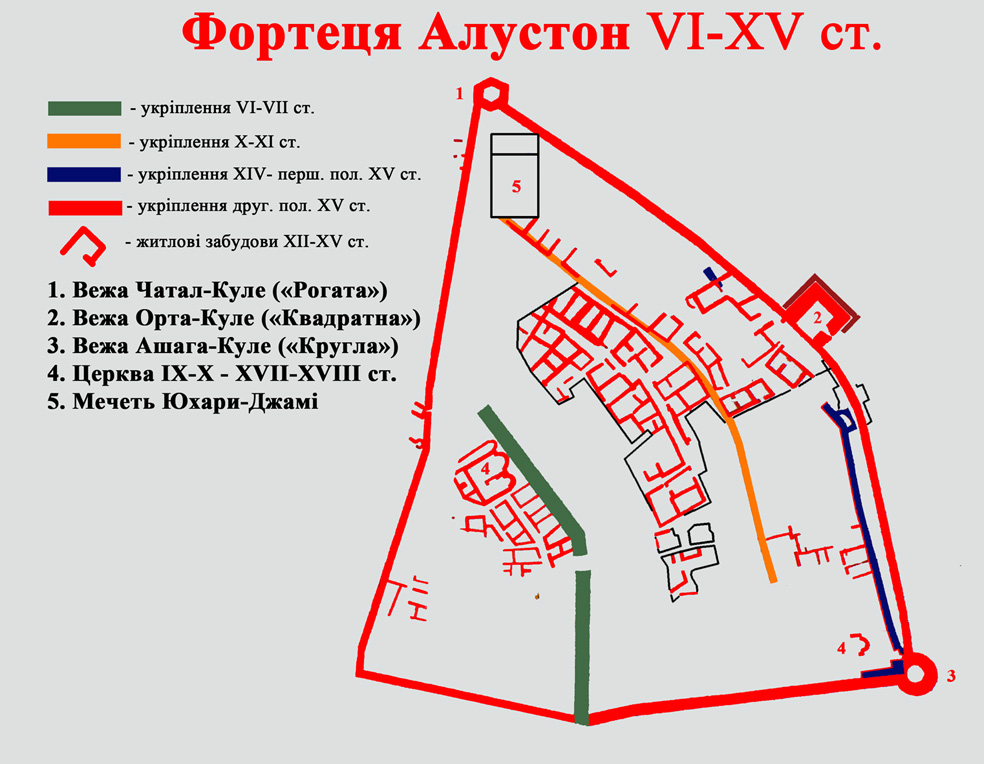
План крепости

Алустон располагался в 200 метрах от моря на вершине 44-метрового холма. Линия крепостных стен Алустона представляла собой четырёхугольник неправильной формы. На стыках куртин были возведены 3 башни: Ашага-Куле («Нижняя башня»), сохранившаяся в центре города до наших дней, Орта-Куле («Средняя башня») и полностью разрушившаяся Чатал-Куле («Рогатая башня»).
Хотя в византийское время крепость занимала всего 0,25 га, её считают одним из наиболее мощно укреплённых византийских сооружений в Северном Причерноморье. Толщина стен Алустона достигала 2-3 метра, а высота — 9,5 метров. Если внимательно приглядеться к каменной кладке, то в ней можно заметить пустоты. В них находились деревянные брёвна. Они выполняли не только связующую функцию, но и служили своеобразным амортизатором во время землетрясений.
К концу VII века Алустон был оставлен византийцами. Эти тяжелые для Византии годы, бремя экономических и политических невзгод: эпидемии чумы, длительные войны с персами и арабами привели к истощению людских ресурсов империи. К тому же около середины VII века часть Восточного Крыма попадает под власть Хазарского каганата. Начинается новый, «хазарский», этап в истории Алустона. Ко второй половине X века площадь укрепления увеличивается в два раза и составляет 0,5 га. Население Алустона было христианским, о чем свидетельствует наличие на территории цитадели христианского храма, построенного в VIII веке.
В X столетии, после падения Хазарского каганата, Алустон был разрушен, возможно, печенегами. Начался его упадок. Но с XII века, после стабилизации обстановки на полуострове, Алустон переживает новый расцвет. Общая площадь населённого пункта увеличилась до 3 га, двухэтажные домики создали тесную сеть городских кварталов.
В 1381—1382 годах генуэзцы купили у крымского хана участок побережья от Судака до Балаклавы, включая и Алустон (Лусту). В истории крепости начался новый этап. Алушта становится торговой факторией «Капитанства Готии», численность её населения возрастает до 1—1,5 тысяч человек. Во второй половине XV века вокруг Алустона возводится новая линия обороны с 3 башнями на северном и восточном флангах.
В июне 1475 года итальянские владения в Крыму были атакованы турецким флотом. Алустон также подвергся нападению. Археологические исследования показали, что город погиб от пожара, после которого крепость Алустон более не восстанавливалась.
В конце XIX века отреставрирована меценатом Н. Д. Стахеевым, так как нижняя башня к тому времени грозила обрушиться.

## Современность
С октября 2015 года Археологический комплекс «Алустон» —  объект культурного наследия федерального значения.
В 2020 году на территории крепости открыт музей под открытым небом. На площади более одного гектара с атмосферой средневековья устроены деревянные настилы с перилами, размещены необычные информационные стенды, установлен макет крепости 8 метров в диаметре, представлена экспозиция археологических находок, найденных при раскопках Алустона, а также — экспозиция изобретений XV века.